# Saminé
Saminé is een gemeente (commune) in de regio Ségou in Mali. De gemeente telt 12.300 inwoners (2009).